# Jagry
Koordinaten: 64° 36′ N, 39° 49′ O
Jagry (russisch Ягры) ist eine Insel in der Nähe der Sommerküste des Weißen Meeres an der Mündung des Flusses Nördliche Dwina. Auf der zur Stadt Sewerodwinsk gehörenden Insel befindet sich die Reparaturwerft Swjosdotschka (Звёздочка). 

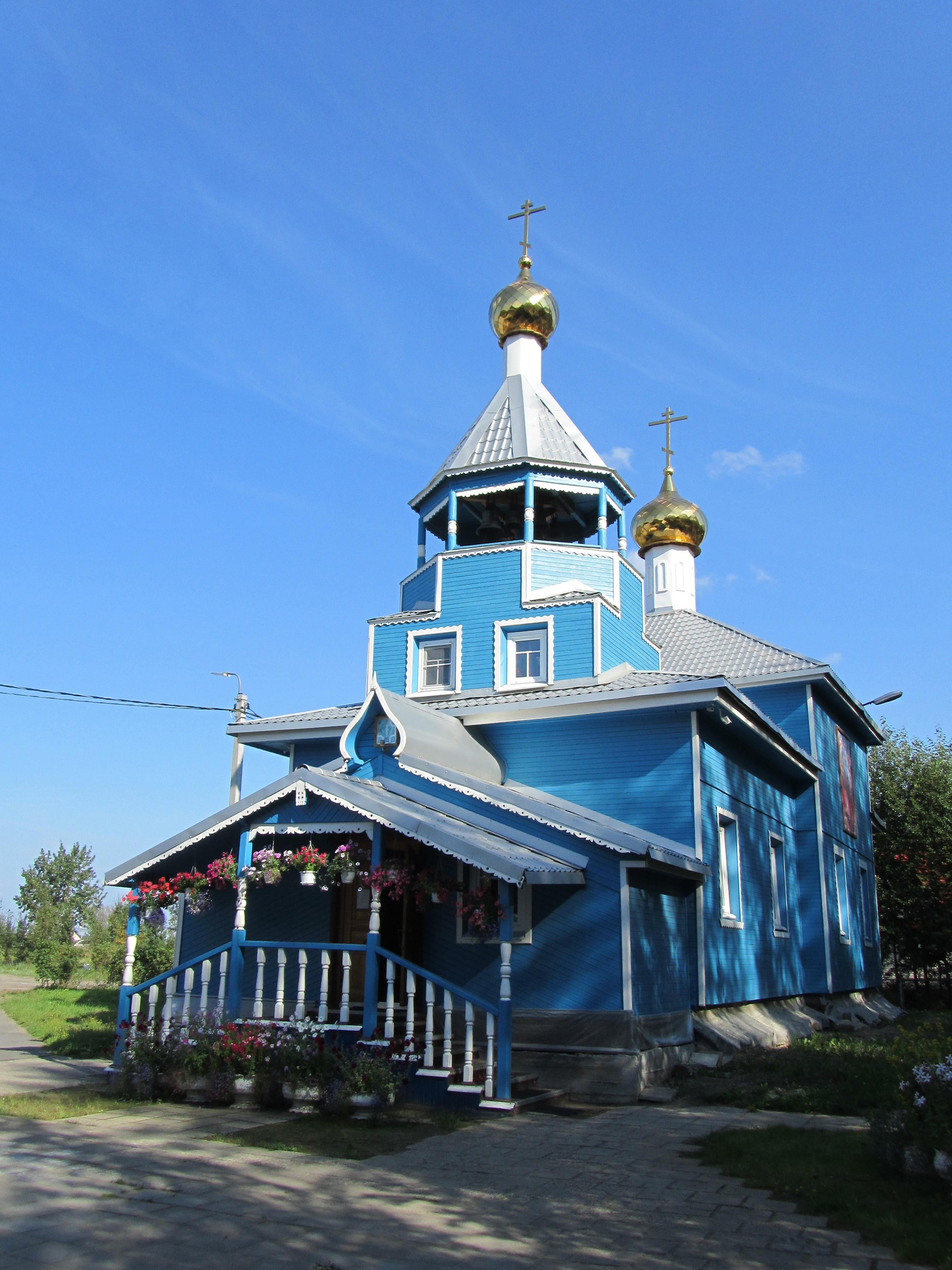
Kirche der Auferstehung auf Jagry

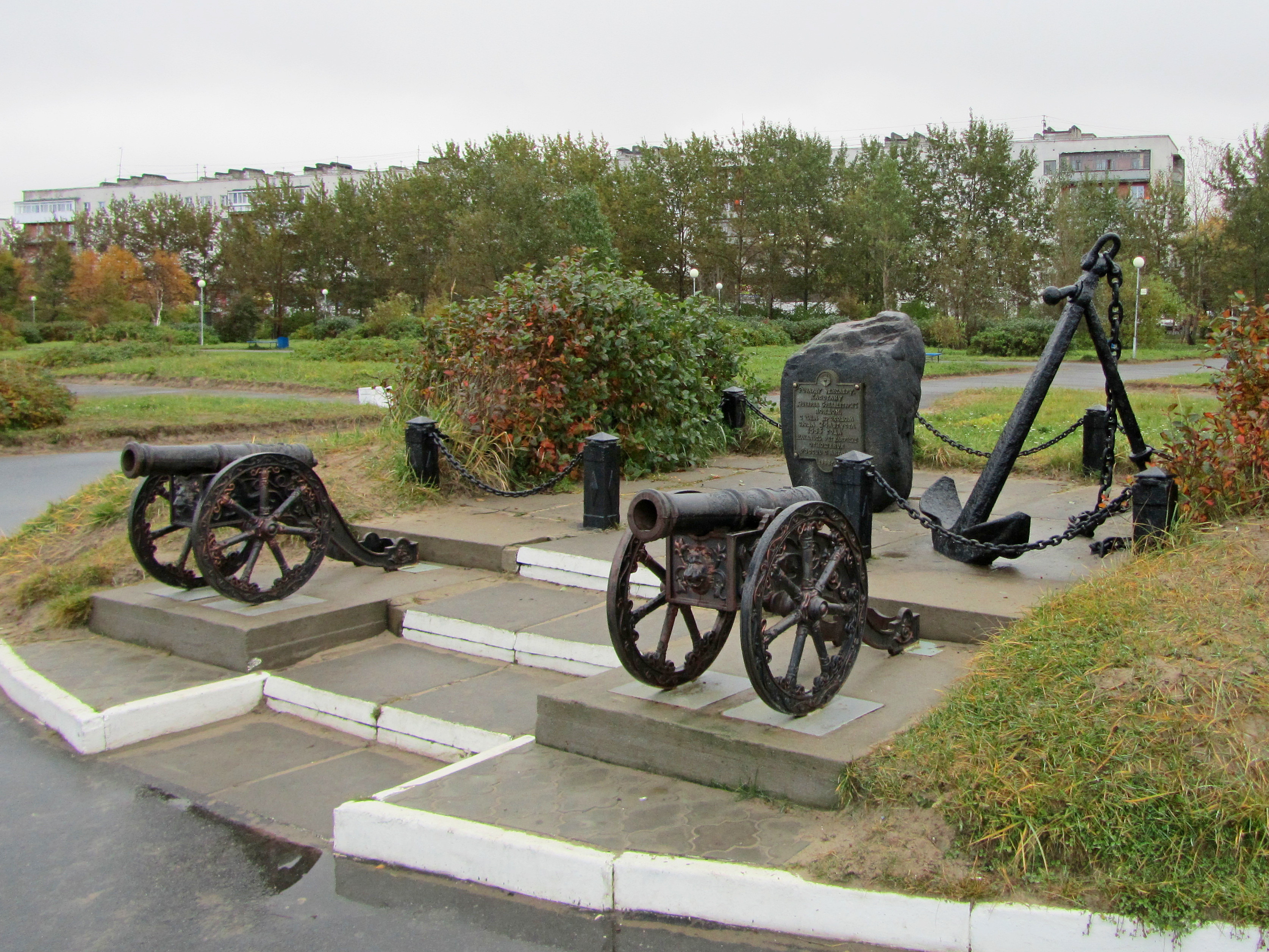
Denkmal für Richard Chancellor auf Jagry

## Sehenswürdigkeiten
Sehenswürdigkeiten sind unter anderem:
- die Kirche der Auferstehung
- die militärische Gedenkstätte für die 13. Brigade
- das Denkmal für Richard Chancellor (englischer Seefahrer, der die Handelsbeziehungen zwischen England und Russland initiierte)
- das Denkmal am Kai für Alexandr Fjodorowitsch Srjatschew (Александр Фёдорович Зрячев, Ehrenbürger von Sewerodwinsk und Ehrenschiffsbauer, geehrter Maschinenbauer der Russischen Föderation, Direktor des Unternehmens Swjosdotschka von 1972 bis 1992)
- der Prosjankin-Platz (Площадь Просянкина), benannt nach dem Schiffsbauer und Gründer der Nuklearflotte der UdSSR, Grigori Lasarewitsch Prosjankin (1920–1998, Григорий Лазаревич Просянкин), Ehrenbürger von Sewerodwinsk
- der neu angelegte See Tschajatschje (Озеро Чаячье)

## Geschichte
- Am 24. August 1553 machte auf Jagry das einzige nicht zerstörte Schiff der Expedition von Hugh Willoughby, die „Edward Bonaventura“, fest, deren Kapitän Richard Chancellor war.
- Vom 13. April 1938 bis zum 24. Januar 1953 existierte auf der Insel das Arbeitslager Jagrinski-ITL (auch: Jagrinlag) des NKWD, dessen Insassen (maximal 31.200 Personen) beim Bau einer Schiffswerft und beim Aufbau der Stadt eingesetzt wurden. Aus ihm ging nach seiner Schließung eine Lagerabteilung im UITLK der MWD-Verwaltung auf dem Gebiet Archangelsk hervor.[1]